# Heimburg
Heimburg è una frazione della città tedesca di Blankenburg (Harz), nel Land della Sassonia-Anhalt.
Comune indipendente fino al 2009, dal 1º gennaio 2010 è stato incorporato nel comune di Blankenburg (Harz) insieme ai comuni di Hüttenrode, Cattenstedt, Timmenrode, Wienrode e alla città di Derenburg.
La prima menzione ufficiale del nome risale al 1256 quando, con il nome di "Hörigendorf unterhalb der Burg" risulta appartenere alla signoria dei conti di Regenstein. Collocato sulla via di collegamento fra l'altopiano di Elbingerode (Harz) e la zona mineraria dello Harz fino al XVI secolo godeva di una certa rilevanza per il commercio.
Il centro abitato subì danni e devastazioni nel 1638  quando si trovò sulla linea del fonte durante la guerra dei trent'anni, nel 1705 un incendio distrusse circa la metà delle case e danneggiò la chiesa della cittadina che venne ristrutturata in stile barocco tra il 1724 e il 1726.
Vi si trovano diverse case a graticcio, la maggioranza risalenti al XVIII secolo ma alcune sono più antiche.
Circa 3 km a sud-est si trovano le rovine dell'antico castello Regenstein citato per la prima volta nel 1162 e del quale rimangono solo resti di una torre.